# جسر رادس - حلق الوادي
جسر رادس - حلق الوادي، هو جسر مدعوم بالكوابل، يقع في مياه بحيرة تونس والذي يسهل التنقل بين ثلاث ولايات وهي ولايات تونس وأريانة وبن عروس، وتم إنجازه في منتصف 2009. يعتبر جسر رادي- حلق الوادي الأول من نوعه في أفريقيا،وقامت بإنجازه شركة يابانية صاحبة خبرة كبيرة في هذا النوع من الإنشاءات ومؤسسة المقاولون العرب المصرية بتمويل ياباني. ويتكون العنصر الأبرز في هذا المشروع من جسر معلق مشدود بكوابل مثبتة في برجين أساسيين علوهما نحو 45 مترا فوق سطح البحر يرتكزان على أوتاد عميقة جدا ذات قطر يناهز المترين للواحد ويعلو الجسر على سطح الماء بنحو 20 مترا مما يسمح بعبور مختلف أنواع السفن من تحته، كما يمكن الجسر الثابت الذي تصل حركة المرور فوقه إلى 25 الف عربة يوميا إلى جانب بقية مكوناته من الربط المباشر والسريع بين الضاحيتين الشمالية والجنوبية وبالتالي بين ولايات تونس وأريانة وبن عروس. 

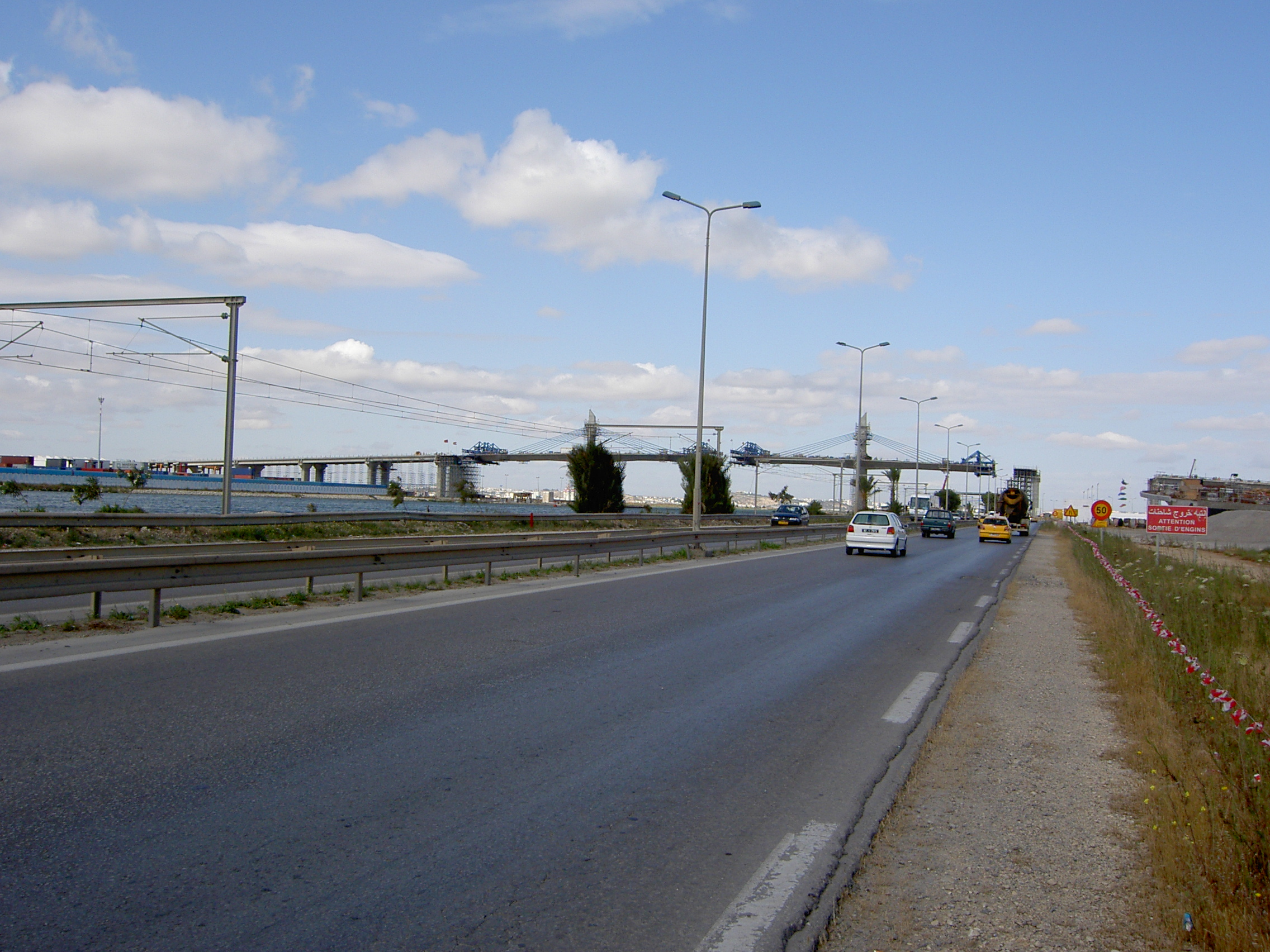
جسر رادس - حلق الوادي في طور الإنجاز
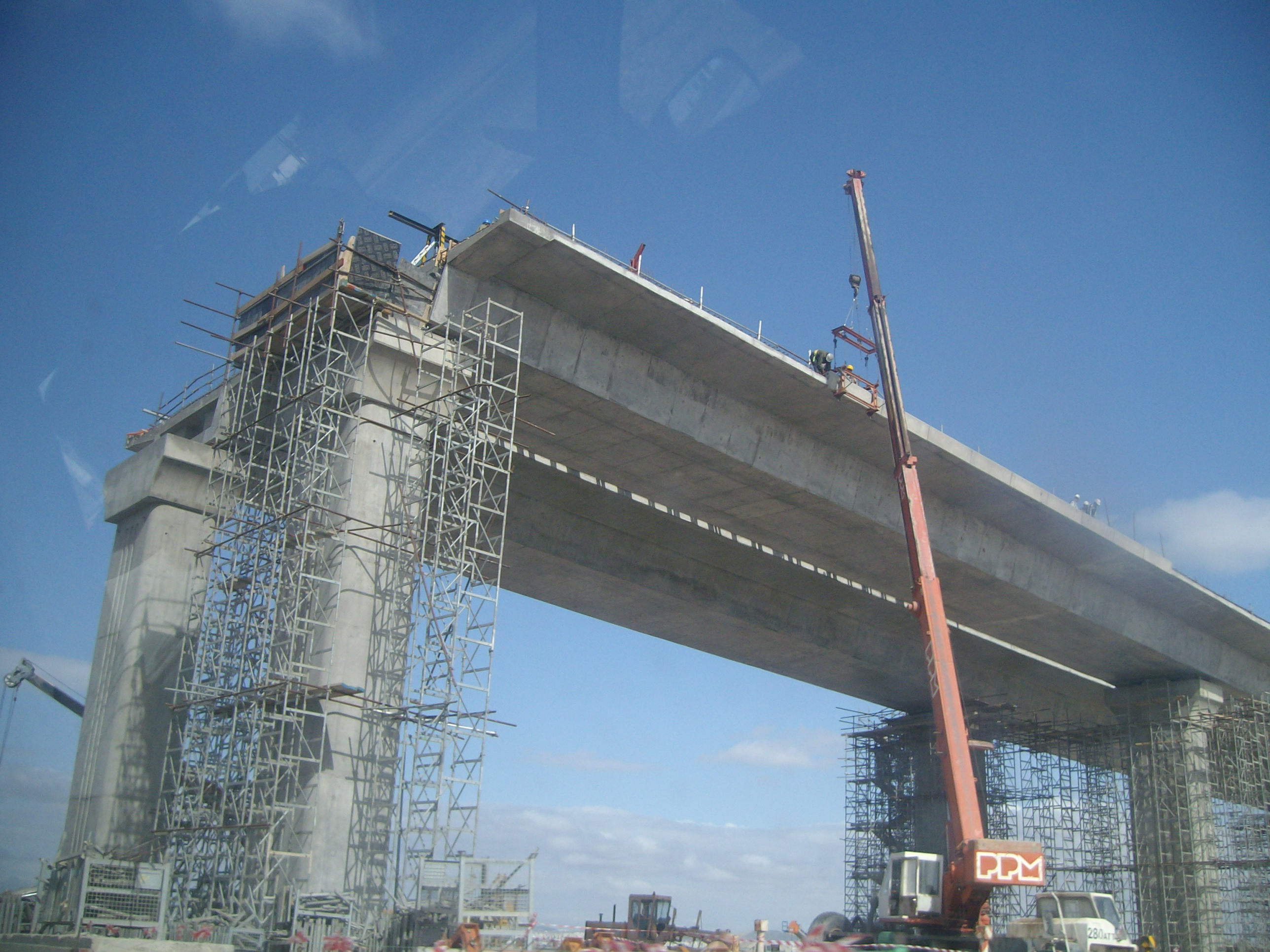
جسر رادس - حلق الوادي في طور الإنجاز
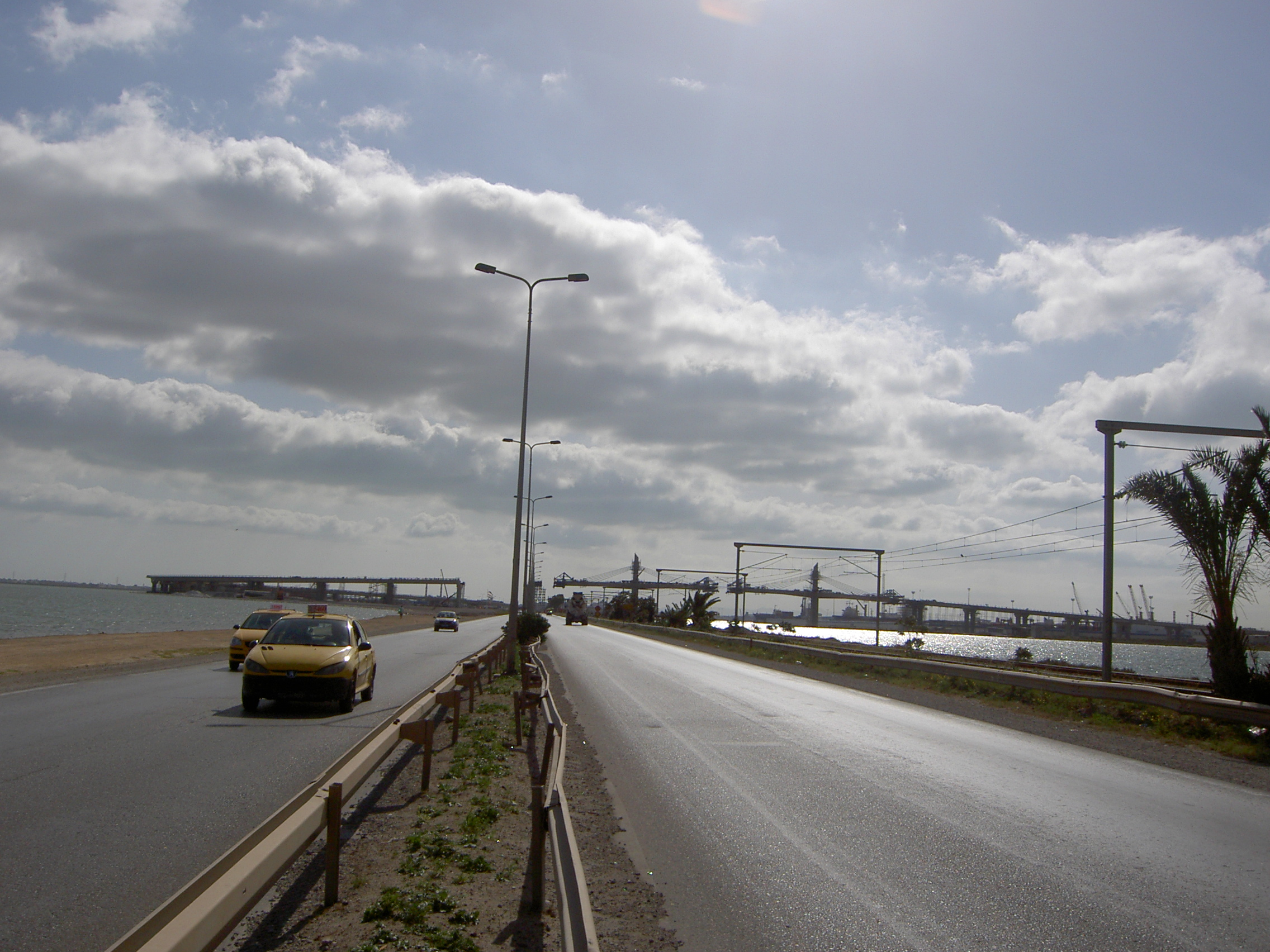
جسر رادس - حلق الوادي في طور الإنجاز
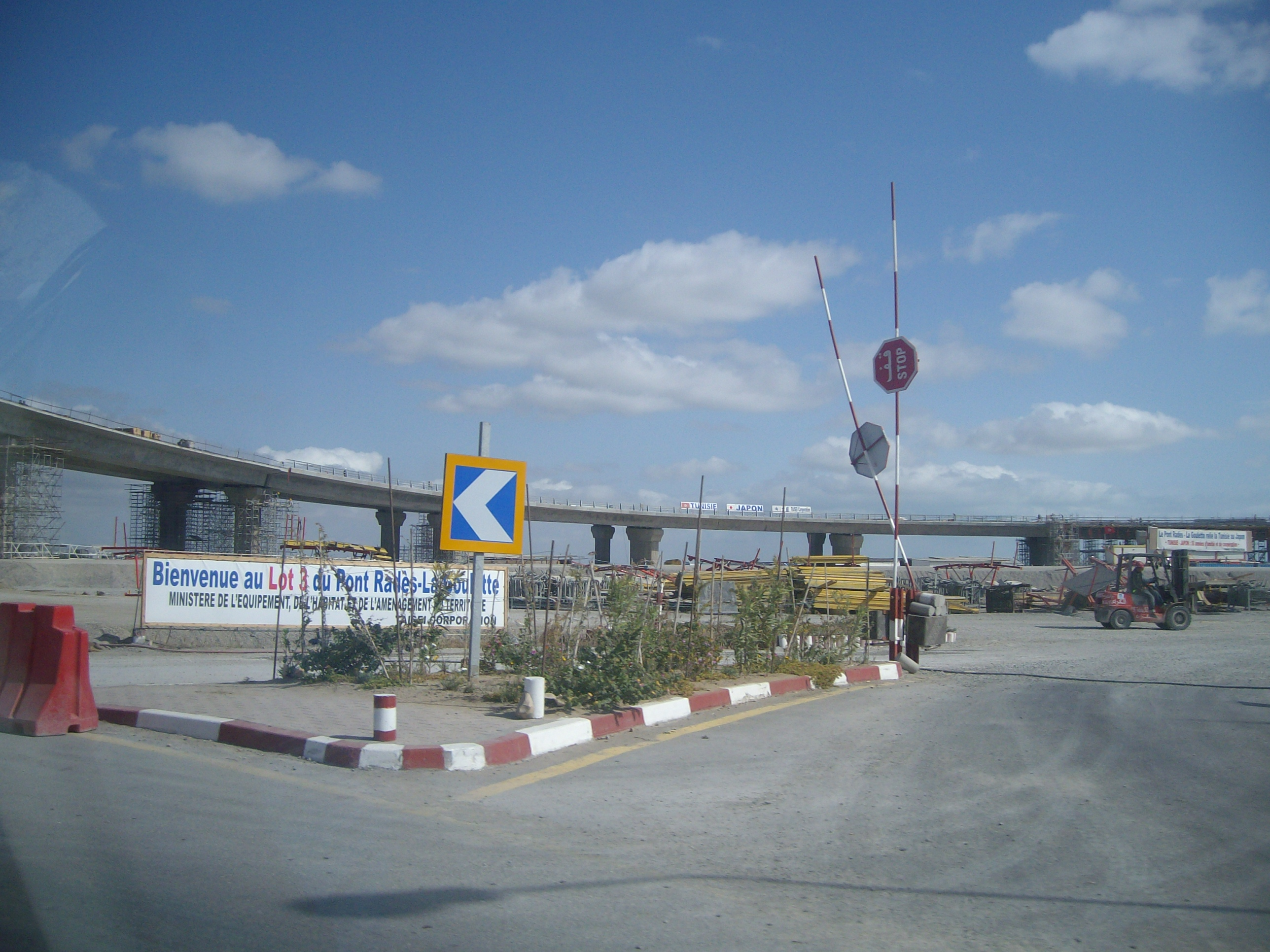
جسر رادس - حلق الوادي في طور الإنجاز

## مكونات الجسر
يتكون العنصر الأبرز من جسر معلق مشدود بكوابل مثبتة في برجين أساسيين علوهما 45 مترا يرتكزان على أوتاد عميقة جدا ذات قطر يناهز المترين للواحد ويختص هذا الجسر بموقعه البارز عن بعد وبحداثة تصميمه وطابعه الجمالي وذلك لعلوه المقدر بنحو 20 مترا فوق سطح البحر وتسمح هذه المواصفات بترك فضاء لمرور السفن . وتشمل بقية المكونات قرابة 15 كلم من الطرقات ذات ممرين في كل إتجاه منها 2000 متر من الجسور المسبقة الشد والمرتكزة على أوتاد مدقوقة إلى جانب ردم حوالي 20 هكتار من البحيرة الشمالية.
تجدر الإشارة كذلك إلى التهيئة النباتية على جنبات الطرقات والمحولات المحدثة وخاصة تركيز الإضاءة ووضع إشارات المرور، وبالإضافة إلى القسم الأهم من مكونات الجسر شملت ما يفوق 12 كلم من الطرقات السريعة ذات الممرين في كل إتجاه حيث ينطلق تحديدا من الطريق الجهوية 33 على مستوى حي النور برادس ويمر بضفاف البحيرة الجنوبية غربي ميناء رادس ليعبر قنال تونس للملاحة وخط السكة الحديدية تونس-المرسى غربي ميناء رادس ثم يمر وراء محطة توليد الكهرباء بحلق الوادي محاذيا لضفاف بحيرة تونس الشمالية ليربط مع الطريق السريعة الكرم-قمرت.

## مواضيع ذات علاقة
- مشاريع كبرى في تونس.

## وصلات خارجية
- المشاريع الكبرى التي سترى النور في تونس
- المشاريع الكبرى التي سترى النور في تونس (2)